# Jan van Es
Jan Cornelis van Es (Utrecht, 12 augustus 1921 – aldaar, 28 juni 2008) was een Nederlandse huisarts, wetenschapper en hoogleraar. Hij wordt beschouwd als een van de pioniers van de academische huisartsgeneeskunde in Nederland. In 1966 werd hij de eerste huisarts in Nederland die werd benoemd tot hoogleraar, waarmee hij een belangrijke rol speelde in de academisering van het vakgebied. Ter ere van zijn bijdragen aan de huisartsgeneeskunde werd de Jan van Es-prijs naar hem vernoemd.

## Biografie
Jan van Es werd op 12 augustus 1921 geboren in Utrecht. Na zijn studie geneeskunde aan de Rijksuniversiteit Utrecht vestigde hij zich in 1949 als huisarts in Apeldoorn. In 1959 promoveerde hij in Utrecht bij hoogleraar Sociale Geneeskunde Robijn Hornstra op een medisch-sociologische studie over de invloed op het gezin van de opname van een kind in een zwakzinnigeninrichting. In 1965 was hij directeur van het nieuw opgerichte Nederlands Huisartsen Instituut in Utrecht. In 1966 werd hij benoemd tot buitengewoon hoogleraar huisartsgeneeskunde aan de Rijksuniversiteit Utrecht, de eerste positie van dit soort voor een huisarts in Nederland. Hij combineerde deze functie met zijn praktijk in Apeldoorn. In 1969 werd Van Es benoemd tot gewoon hoogleraar in de huisartsgeneeskunde.
In 1972 speelde Van Es een belangrijke rol bij de oprichting van de Leeuwenhorst European Study Group, een samenwerkingsverband van vertegenwoordigers uit elf Europese landen. Deze groep formuleerde een Europese definitie van de rol van de huisarts in de gezondheidszorg, wat de basis vormde voor de ontwikkeling van specifieke postacademische opleidingsprogramma's voor toekomstige huisartsen.
Gedurende zijn carrière benadrukte Van Es het belang van wetenschappelijk onderzoek binnen de huisartsgeneeskunde en droeg hij bij aan de integratie van het vakgebied in medische opleidingen. Hij stond aan de basis van de erkenning van de huisarts als een essentiële schakel in de gezondheidszorg.
In 1982 ging hij op eigen verzoek met emeritaat. Hij bleef zich daarna inzetten voor de verbetering van de eerstelijnsgezondheidszorg en speelde hij een rol bij de versterking van de huisartsgeneeskunde in Oost-Europese landen.
Op 28 juni 2008 overleed Van Es op 86-jarige leeftijd.

## Nevenfuncties
Van Es was bestuurslid en vicevoorzitter van het Nederlands Huisartsen Genootschap (NHG). Ook was hij bestuurslid van het Provinciale Groene Kruis in Gelderland. Hij was medeoprichter van de Leeuwenhorst Groep. Hij was hoofdredacteur van het tijdschrift Medisch Contact.

## Jan van Es-prijs
Ter ere van zijn bijdragen aan de huisartsgeneeskunde werd de Jan van Es-prijs ingesteld. Deze prijs wordt jaarlijks uitgereikt aan een huisarts in opleiding voor de beste Critically Appraised Topic (CAT). Een CAT is een beknopte samenvatting van het beschikbare wetenschappelijke bewijs over een specifieke klinische vraag uit de praktijk. De prijs heeft als doel wetenschappelijk onderzoek en kritische beoordeling binnen de huisartsgeneeskunde te stimuleren.

## Familie
Jan van Es was de broer van Adrianus "Adri" van Es (1913–1994), die viceadmiraal in de Koninklijke Marine was en van 1963 tot 1972 staatssecretaris van Defensie in Nederland. 

## Onderscheidingen
- In 1967 ontving Van Es een erelidmaatschap van het Royal College of General Practitioners.
- Bij zijn afscheid van de Rijksuniversiteit Utrecht, in 1982, werd hij benoemd tot ridder in de Orde van de Nederlandse Leeuw.[5]

- Gemeinsame Normdatei: 128212292
- International Standard Name Identifier: 0000 0000 2457 2792
- Library of Congress Control Number: n81048178
- Nederlandse Thesaurus van Auteursnamen: 06850022X
- Virtual International Authority File: 25924252
- WorldCat: E39PBJbWyBpMHyHgBgrhhRhmBP